# María José Molina
María José Molina Pérez (Madrid, 13 de mayo de 1972) es una periodista española.

## Biografía
Licenciada en Ciencias de la Información, rama Periodismo, por la Fundación Universitaria San Pablo CEU de Madrid, sus primeros pasos profesionales los dio en la radio, donde, desde 1995 trabajó colaborando con una emisora local de Las Rozas de Madrid. Posteriormente sería contratada por Televisión Burgos y por Canal 7 de Madrid.
Se incorpora a Televisión Española en 1998 y comienza a trabajar en el canal de noticias Canal 24 horas.
A partir de la temporada 1999-2000 se responsabiliza de la presentación, junto a José Ribagorda, de la edición fin de semana de Telediario, de donde pasaría al Telediario Matinal, con Antonio Parreño.
El 13 de septiembre de 2004, tomó el relevo de Pepa Bueno en la presentación de la crónica de sucesos en el magazine diario emitido por La 1, Gente, al frente del cual continuó hasta 2008.
Desde septiembre de 2008 y hasta julio de 2010 presentó en La 2 de TVE el espacio sobre cine Cartelera.
Desde septiembre de 2010 presenta el espacio de servicio público de La 2 de TVE Aquí hay trabajo; también ha conducido, durante cerca de cuatro años, junto a Sergio Fernández, Cocina con Sergio, de La 1. 
- Datos: Q6004070